# Помазун, Сергей Александрович
Серге́й Алекса́ндрович Помазу́н (род. 3 июня 1981, Купино, Белгородская область) — российский массовый убийца, известный как «белгородский стрелок». 22 апреля 2013 года расстрелял из огнестрельного оружия 6 человек в центре Белгорода, а при задержании ранил полицейского.
23 августа 2013 года Белгородским областным судом приговорён к пожизненному лишению свободы. 20 ноября 2013 года Верховный суд России утвердил пожизненный приговор в отношении Помазуна. 28 января 2014 года он был этапирован в колонию «Полярная сова», самую северную колонию для пожизненно осуждённых в Российской Федерации.

## Биография

### Ранние годы
Сергей Помазун родился 3 июня 1981 года в селе Купино Белгородской области (ныне — центр Купинского сельского поселения Шебекинского района Белгородской области). Его отец, Александр Помазун, 22 года проработал на витаминном заводе, откуда ушёл в 1990-е годы из-за серьёзной задержки зарплаты, затем устроился егерем в частное охотничье хозяйство в Шебекинском районе. Мать, Людмила Помазун, работала бухгалтером в городском департаменте образования.
Окончил 9 классов белгородской средней школы № 42. Помазун не отличался хорошей успеваемостью по большинству предметов, получая оценки «хорошо» и «отлично» в основном на уроках труда и физкультуры. В 1996 году поступил в профессиональное училище № 33 на специальность «автомеханик».
В 1999 году медкомиссия признала Помазуна годным к службе в Вооружённых Силах РФ без каких-либо ограничений по категории «А», он был определён в штаб отдельного батальона электротехнических средств заграждения и охраны, на так называемый объект «С», расположенный в Белгородской области, где был назначен на должность электрика электротехнических средств заграждения и сигнализации. По словам сослуживцев Помазуна, во время службы странностей у него никто не замечал.

### Первые судимости
В августе 2002 года Помазун вместе с сообщником вскрыл замок ворот частного гаража и угнал автомобиль ВАЗ-21074, спустя несколько месяцев угнал такой же автомобиль с неохраняемой автостоянки. Обе машины впоследствии были проданы на запчасти. Через некоторое время Помазун был задержан, в Свердловском районном суде Белгорода он был признан виновным в совершении преступления, предусмотренного частью 3 статьи 158 Уголовного кодекса Российской Федерации («тайное хищение чужого имущества, совершённое группой лиц по предварительному сговору») и 20 февраля 2003 года осуждён на два года условно. Также Помазуна обязали выплатить штраф в размере двух тысяч рублей.
Осенью 2003 года Помазун угнал автомобиль ВАЗ-21213 с территории Белгородской областной клинической больницы, а спустя некоторое время — ВАЗ-2106 из частного гаража, подобрав ключи к двум винтовым замкам на воротах. Похищенные автомобили также были проданы на запчасти. При задержании в качестве подозреваемого ударил сотрудника милиции в ухо. В апреле 2005 года новым решением суда Помазун был приговорён к 5 годам и 1 месяцу колонии-поселения. В будни он жил и работал на поселении, выходные разрешалось проводить дома.
В сентябре 2007 года Помазуну было отказано в условно-досрочном освобождении. В 2008 году на выходных он угнал автомобили Mazda6 и ВАЗ-2112, официально продолжая отбывать наказание, после чего 17 июня 2008 года суд приговорил его к 5 годам и 4 месяцам колонии строгого режима. 23 июля 2008 года в кассационном порядке срок понизили до 4 лет 10 месяцев.
Первоначально Помазун содержался в колонии в черте города, но позже был переведён в исправительную колонию № 7 в Валуйках. Находясь там, Помазун неоднократно нарушал режим, получил 29 взысканий. По словам Александра Помазуна, его сын специально начал нарушать дисциплину, чтобы его поместили в изолятор, а не в камеру с другими заключёнными, поскольку он не хотел вести их образ жизни.

### После выхода из колонии
20 декабря 2012 года Помазун вышел на свободу. После освобождения из мест лишения свободы жил вместе с родителями. Вёл замкнутый образ жизни, не поддерживая связей со знакомыми, играл в компьютерные игры. По совету отца Сергей решил поменять старые водительские права на права нового образца, позже он также решил сдать экзамен на категорию D и E и устроиться водителем маршрутки. Александр Помазун рассказывал:

Начал замечать, что решая билеты, он стал заговариваться. Повторял одно и то же слово по пять-шесть раз. По многу раз он читал вслух один и тот же билет, а потом психовал и ругался нецензурной бранью. Выключатель на кухне он включал и выключал около 40 раз подряд, разговаривал сам с собой шёпотом, стал бродить бесцельно по комнате. Он вынес на улицу все наши семейные фотоальбомы, а также свои армейские фотографии и сжёг их. На вопрос, зачем он это сделал, ответил, что они мешают, они из прошлой жизни.
После двух месяцев подготовки со второго раза он сдал теорию, но экзамен по практике в начале апреля 2013 года провалил. После неудачной попытки сдать на права Сергей начал вести себя агрессивно. Вернувшись с экзамена, он с криками про Чечню и ГРУ напал на отца с ножом, который он ранее приобрёл в палатке рядом с домом за 200 рублей. По словам Александра Помазуна, он получил удар ножом по подбородку и нанесённое кулаком рассечение в области глаза. На следующий день Александр Помазун обратился в 1-й отдел полиции по микрорайону Южный, где ему посоветовали решить проблему при участии участкового.
Права на грузовой транспорт Помазун так и не получил, провалив экзамен по практике во второй и третий раз. После третьего проваленного экзамена Помазун накричал на инспекторов, угрожал им смертью, пообещав выколоть их детям глаза, а дома вновь угрожал родителям и кричал про Чечню и ГРУ.
Мать Помазуна вновь обратилась в полицию, на этот раз посетив областное Управление внутренних дел, где у неё не приняли заявление, сославшись на отсутствие начальства, также она обращалась в областной психоневрологический диспансер, но врачи заявили, что не имеют права на принудительное лечение пациентов (сам Сергей от лечения отказался наотрез), и посоветовали обратиться в органы внутренних дел. В последний раз областное УВД Людмила Помазун посетила 19 апреля, но полицейские вновь не отреагировали на слова женщины.

### Убийства

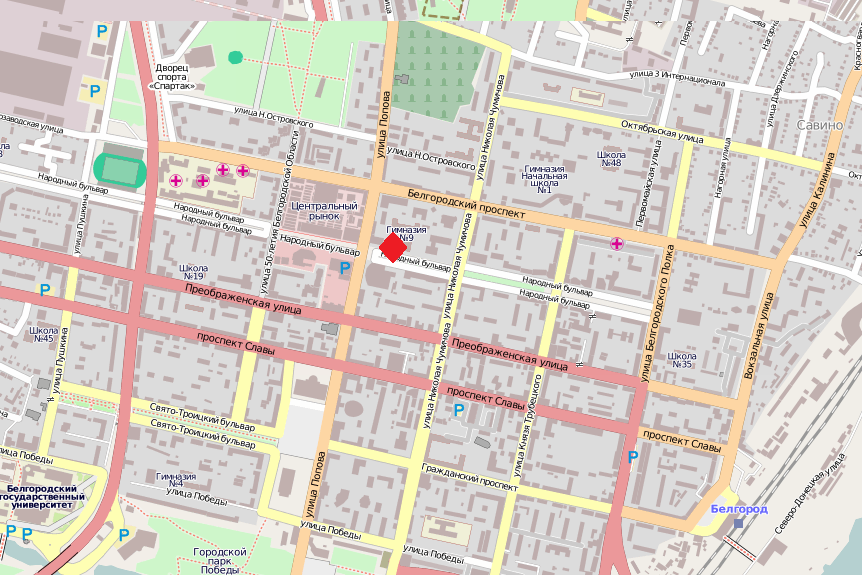
Место, где произошло убийство, центр Белгорода

За несколько дней до произошедшего у Помазуна произошёл конфликт с охранником универмага «Белгород», который вывел его на улицу, при этом, по словам Помазуна, оскорбив. Помазун решил отомстить, но для этого ему было необходимо оружие. Он планировал убить охранника и даже готовился к возможной перестрелке с сотрудниками вневедомственной охраны.
Утром 22 апреля 2013 года родители Помазуна ушли на работу. После их ухода Сергей Помазун взломал сейф отца, где хранились самозарядный карабин «Вепрь-308», охотничьи ружья «ИЖ-27Е», «ИЖ-58» и не менее 144 патронов. Взяв оружие и сумку с одеждой, Помазун сел в отцовский автомобиль BMW X5, купленный ранее семьёй в кредит, и поехал на Народный бульвар в центре города. Машину он припарковал во дворе домов № 76 и № 78, обернул пакетом карабин «Вепрь» и примерно в 14:16 зашёл в магазин «Охота». Оказавшись внутри, Помазун потребовал продать ему патроны, но, получив отказ, открыл огонь из «Вепря» по двум продавцам и покупателю, затем разбил витрину и похитил два карабина «Тигр», а также более 250 патронов разного калибра, после чего покинул магазин.
На улице Помазун расстрелял двух школьниц из соседнего с магазином лицея № 9 (14-летняя Алина Чижикова скончалась на месте, 16-летняя София Гуцуляк позднее умерла от ран в больнице). На суде Помазун заявлял, что «стрельба началась не по его инициативе», открыть огонь его спровоцировал человек, похожий на полицейского, а в прохожих он стрелял, чтобы «расчистить дорогу» к универмагу.
Расстреляв Чижикову и Гуцуляк, Помазун побежал к своей машине и попытался выехать со двора, но дорогу ему перегородил другой автомобиль. Протаранив загораживающую выезд машину, Помазун остановился, затем вышел и произвёл смертельный выстрел в 48-летнего Игоря Болдырева, стоявшего на аллее недалеко от фонтана. Перед тем, как вернуться в BMW и скрыться с места происшествия, стрелок открыл огонь по стёклам универмага «Белгород», как он позже объяснил, чтобы «остудить пыл окружающих», которые, по его словам, могли на него наброситься.
На большой скорости Помазун спустился вниз по бульвару, проехав несколько километров, он свернул на кольце в районе Студенческой улицы, остановил машину и ушёл в лес. Пройдя пешком 2,5 километра вглубь леса, он закопал в тайнике оружие и переоделся, потом вернулся в машину и доехал до улицы Октябрьской, где и бросил автомобиль во дворе одного из домов.

### Поиски и задержание
В 14:21 в полицию поступил сигнал о стрельбе в центре города. Вскоре был обнаружен брошенный Помазуном автомобиль BMW. Через несколько часов полицейские задержали Александра Помазуна, обнаружившего дома вскрытый сейф.
К поимке подозреваемого были привлечены около 2 тысяч полицейских: в город были командированы сводные отряды полиции из Курской и Воронежской областей, бойцы московского ОМОН и спецподразделения «Зубр» и «Рысь». По всему городу были распространены ориентировки с фотографией Помазуна. Сотрудники правоохранительных органов приступили к тщательному обследованию автотранспорта в Белгородской области, были объявлены план «Перехват» и план «Вулкан-4». Операцией по поимке стрелка руководил лично министр внутренних дел РФ Владимир Колокольцев, о её итогах позже он доложил лично президенту России Владимиру Путину.
Около 17:00 вечера 22 апреля полицейские блокировали заброшенное здание напротив авторынка, где, по оперативным данным, мог находиться Помазун, но информация оказалась ложной. Были высказаны предположения, что Помазун уже находится на Украине, на территории Харьковской области, российские полицейские обратились за помощью к МВД Украины. За информацию, которая поможет поймать преступника, было объявлено денежное вознаграждение размером не менее 3 миллионов рублей.
Вечером 23 апреля сотрудникам курской полиции подполковнику внутренней службы Алексею Едрышову, старшему лейтенанту юстиции Дмитрию Коновалову, лейтенанту полиции Александру Самсоненко и майору полиции Юрию Седых удалось задержать Помазуна на территории железнодорожного вокзала в районе «Зелёной поляны». Стрелок собирался выбраться из города на грузовом составе, до этого он прятался в лесополосе недалеко от железнодорожных путей, при себе у него остался только нож. Майор Седых попросил Помазуна предъявить документы, тот попытался уйти и несколько раз ударил полицейского ножом по лицу, в шею и правое плечо. Подоспевшие Едрышов, Коновалов и Самсоненко обезвредили преступника.
Через некоторое время после завершения операции по поимке стрелка в СМИ появились кадры оперативной съёмки задержания, на которых Помазун говорит полицейским, что стрелял «не в детей, а в ад».

## Расследование и суд

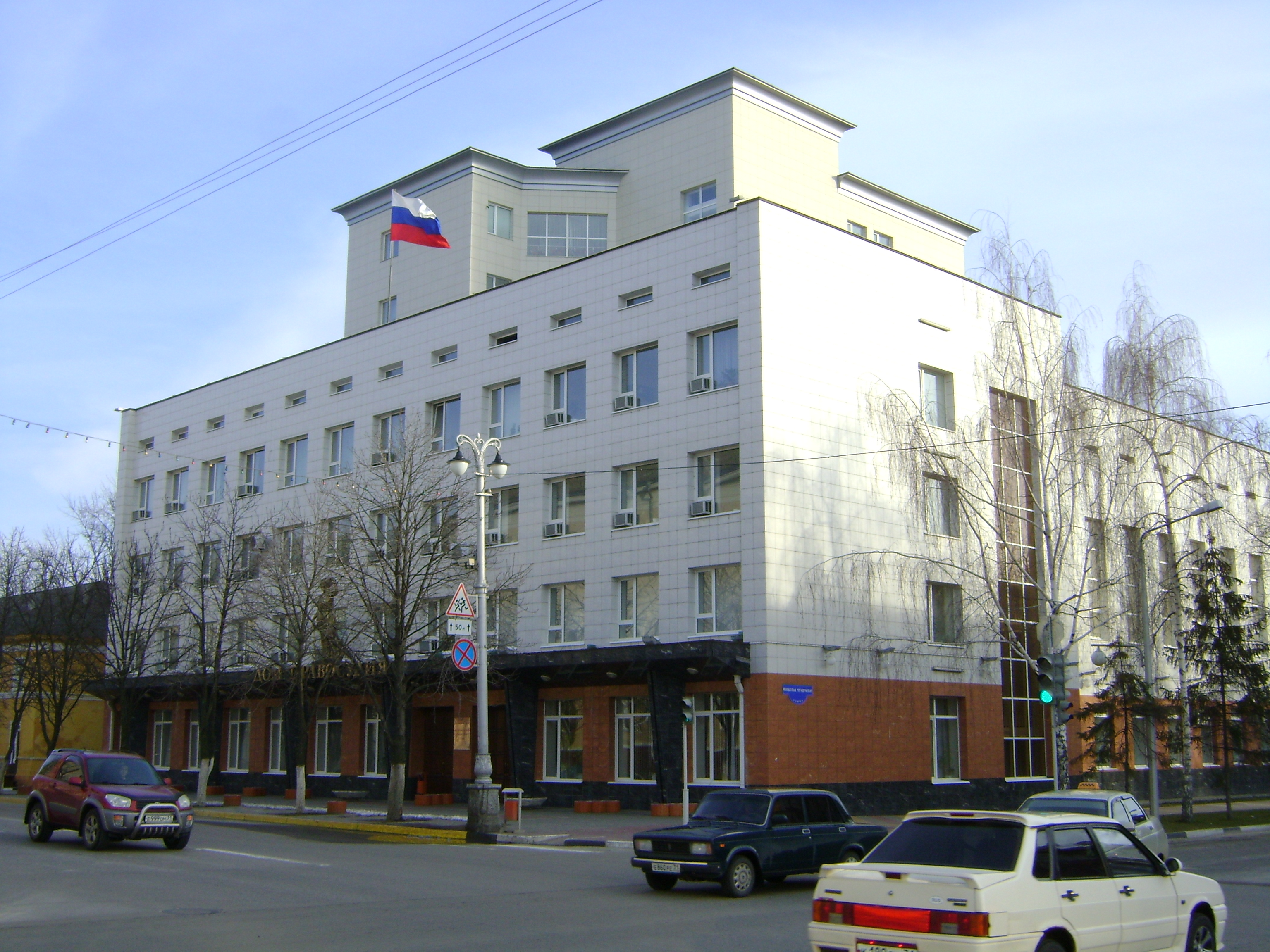
Здание Белгородского областного суда

В отношении Помазуна были возбуждены четыре уголовных дела: он обвинялся в совершении преступлений, предусмотренных пунктами «а, в, е, и, к» части 2 статьи 105 («убийство двух и более лиц, малолетнего или иного лица, заведомо для виновного находящегося в беспомощном состоянии, совершённое общеопасным способом, из хулиганских побуждений, с целью скрыть другое преступление или облегчить его совершение»), частью 1 статьи 222 («незаконный оборот оружия и боеприпасов»), частью 1 статьи 226 («хищение оружия и боеприпасов»), пунктом «б» части 4 статьи 226 («хищение оружия и боеприпасов с применением насилия, опасного для жизни и здоровья») и статьёй 317 («посягательство на жизнь сотрудника правоохранительного органа») Уголовного кодекса Российской Федерации. Дела по статье 226 были соединены в одно производство с делом по статье 105.
24 апреля Помазун был доставлен в Свердловский районный суд Белгорода. Суд постановил оставить подозреваемого под стражей на срок 1 месяц 29 суток. Сотрудничать со следствием Помазун отказался, сославшись на 51-ю статью Конституции Российской Федерации.
25 апреля в лесу, в районе места, где скрывался преступник, был найден тайник с похищенным из сейфа и магазина оружием, а также одеждой.
Психиатрам предстояло выяснить степень вменяемости Помазуна. Было проведёно около 50 различных экспертиз. В итоге 7 июня 2013 года Следственный комитет РФ сообщил, что амбулаторная психолого-психиатрическая экспертиза установила вменяемость Сергея Помазуна. Следователи составили свой психологический портрет стрелка, в котором обратили внимание на его основные качества — «жестокость, амбициозность и нежелание что-либо делать для реализации этих амбиций».
Дело расследовали сотрудники Следственного комитета Российской Федерации во главе со старшим следователем по особо важным делам при Председателе Следственного комитета России Игорем Красновым. 21 июня 2013 года стало известно, что расследование уголовного дела, проведённое в кратчайшие сроки, завершено и отдано для утверждения обвинительного заключения. 26 июня в Генеральной прокуратуре РФ объявили о передаче дела в суд.
22 июля 2013 года в Белгородском областном суде прошло судебное заседание по делу о стрельбе. Следить за судом смогли все желающие, для этих целей был выделен дополнительный зал на 250 мест, где организовали прямую трансляцию процесса. Первое заседание посетили около 50 жителей города. Журналистам Помазун заявил, что не будет приносить извинения родственникам погибших, так как не хочет перед ними унижаться.
Во второй день процесса, 23 июля, Помазун был удалён с заседания из-за своего скандального поведения: он угрожал судье и присутствующим, пообещал «устроить Чечню» и выкрикнул фразу «преступная группа „таксопарк“».
На последующих судебных заседаниях Помазун заявлял, что во время прохождения службы в армии он входил в особый отряд ГРУ и выполнял специальные задания в ходе Второй чеченской войны. По его словам, он участвовал там в акциях устрашения, отрезая головы женщинам и детям. При этом обвиняемый не смог вспомнить ни имени командира, ни имён других бойцов. Независимого подтверждения сказанному подсудимым не нашлось, родители Помазуна также опровергли эту информацию.
Государственное обвинение потребовало для стрелка пожизненного лишения свободы. Прокурор Дмитрий Лазарев, выступавший в роли государственного обвинителя на процессе, выразил мнение, что в данном случае следовало бы назначить Помазуну смертную казнь, но это невозможно, поскольку в России на неё наложен мораторий.

### Приговор
22 августа 2013 года в Белгородском областном суде началось последнее заседание по делу о стрельбе. В процессе заседания Помазун улыбался и вёл себя непринуждённо. В последнем слове попросил у суда заключать его в тюрьму не пожизненно, а на 25 лет в колонии «Чёрный дельфин», если такое возможно. Заседание длилось несколько часов, а после был объявлен перерыв до утра 23 августа.
Суд признал Сергея Помазуна виновным по всем пунктам обвинения и приговорил к пожизненному лишению свободы в колонии особого режима. Приговор выносил судья белгородского суда Николай Кудинов. Также суд обязал стрелка выплатить компенсацию потерпевшим в размере трёх миллионов рублей. Сам подсудимый на приговор отреагировал агрессивно: начал материться, угрожать убийством присутствующим, пообещал выдавить фотографу глаза.
Адвокат стрелка Виктор Еремеев обжаловал решение, полагая необходимым провести в отношении Помазуна стационарную судебную психолого-психиатрическую экспертизу и утверждая, что в момент совершения преступлений Помазун находился в невменяемом состоянии, а первое исследование было проведено поверхностно. Доводы адвоката были опровергнуты представителем Генеральной прокуратуры, а 20 ноября 2013 года судебная коллегия по уголовным делам Верховного Суда Российской Федерации оставила обращение без удовлетворения.
28 января 2014 года Помазун был этапирован в исправительную колонию особого режима № 18, известную как «Полярная сова». В мае 2016 года дал интервью, где сообщил, что надеется на условно-досрочное освобождение по истечении 25 лет заключения.